# Josie Bissett
Josie Bissett (* 5. Oktober 1970 in Seattle, Washington; eigentlich Jolynn Christine Heutmaker) ist eine US-amerikanische Schauspielerin.

## Leben
Bissett ging im Alter von 16 Jahren nach Japan, um eine Karriere als Model zu beginnen. Dort legte sie sich den Künstlernamen Josie Bissett zu. In den 1980ern trat sie zunächst in einem Musikvideo auf und nahm später Schauspielunterricht. Danach bekam sie kleinere Rollen (u. a. Parker Lewis, Doogie Howser) und einige Angebote für Werbespots (u. a. Sprite, Calvin Klein).
1991 traf Bissett bei einem Vorsprechen auf den Schauspielkollegen Rob Estes, den sie ein Jahr später, am 1. Mai 1992 heiratete. 1992 erhielt sie die Hauptrolle der Jane Mancini in der Fernsehserie Melrose Place, die sie bis zur Mitte der fünften Staffel spielte. Sie verließ die Serie, als sie schwanger wurde, kehrte aber 1998 nach einer Fehlgeburt in die Serie zurück. Das US-Magazin People wählte sie 1996 unter die 50 schönsten Menschen der Welt.
Im Herbst 2003 hatte Bissett nach vier Jahren Pause einen Gastauftritt in der Serie Law & Order: New York. 2005 folgte der Film Deine, meine, unsere Kinder, in dem sie neben Rob Estes die Mutter einer Großfamilie spielt.
Anfang des Jahres 2006 trennte sich Bissett von Estes, mit dem sie zwei gemeinsame Kinder (* 1999 und * 2002) hat. Jedoch erst im August 2006 gab sie offiziell die Trennung von Estes in einer Fernsehshow bekannt und forderte die Scheidung.

## Filmografie (Auswahl)
- 1989: Return of the Hitcher (Paura nel buio)
- 1990: Doogie Howser, M.D. (Fernsehserie, eine Folge)
- 1990: Desideri
- 1990: A Family for Joe (Fernsehserie, eine Folge)
- 1990: Nachhilfe in Sachen Liebe (Book of Love)
- 1990: Zurück in die Vergangenheit (Quantum Leap, Fernsehserie, eine Folge)
- 1990–1991: Valerie (Fernsehserie, 16 Folgen)
- 1991: The Doors
- 1991: Parker Lewis – Der Coole von der Schule (Parker Lewis Can’t Lose, Fernsehserie, eine Folge)
- 1991: Ich war ein Playmate (Posing: Inspired by Three Real Stories, Fernsehfilm)
- 1991: Shadow of Murder (All-American Murder)
- 1992: P.S.I. Luv U (Fernsehserie, eine Folge)
- 1992: Mikey
- 1992: Secrets (Fernsehfilm)
- 1992: Halfway House (Kurzfilm)
- 1992–1999: Melrose Place (Fernsehserie, 172 Folgen)
- 1994: Burkes Gesetz (Burke's Law, Fernsehserie, eine Folge)
- 1994: Hochzeit des Todes (Deadly Vows, Fernsehfilm)
- 1995: Bodystrip – Entblößte Seele (Dare to Love, Fernsehfilm)
- 1998: Baby Monitor: Sound of Fear (Fernsehfilm)
- 1999: Countdown: Der Himmel brennt (The Sky’s on Fire, Fernsehfilm)
- 2003: Law & Order: Special Victims Unit (Fernsehserie, eine Folge)
- 2005: Deine, meine, unsere Kinder (I Do, They Don’t, Fernsehfilm)
- 2006: Obituary (Fernsehfilm)
- 2008: The Other Woman (Fernsehfilm)
- 2008–2013: The Secret Life of the American Teenager (Fernsehserie, 90 Folgen)
- 2009–2010: Melrose Place (Fernsehserie, zwei Folgen)
- 2013: Christmas with Tucker (Fernsehfilm)
- 2014: Paper Angels (Fernsehfilm)
- 2015: A Mother’s Instinct (Fernsehfilm)
- 2016: Pregnant at 17 (Fernsehfilm)
- 2016: The Wedding March (Fernsehfilm)
- 2016: Operation Chromite
- 2017: Wedding March 2 – Resorting to Love (Fernsehfilm)
- 2017–2018: Janette Oke: Die Coal Valley Saga (When Calls the Heart, Fernsehserie, vier Folgen)
- 2018: Wedding March 3 – Here Comes the Bride (Fernsehfilm)
- 2018: Wedding March 4 – Something Old, Something New (Fernsehfilm)
- 2019: Wedding March 5 – My Boyfriend’s Back (Fernsehfilm)
- 2021: Wedding March 6 – Sealed with a Kiss (Fernsehfilm)
- 2021: Fantasy Island (Fernsehserie, eine Folge)